# Новогеоргіївська сільська рада
Новогео́ргіївська сільська́ ра́да — колишня адміністративно-територіальна одиниця та орган місцевого самоврядування в Ананьївському районі Одеської області. Адміністративний центр — село Новогеоргіївка.

## Загальні відомості
Новогеоргіївська сільська рада утворена в 1965 році.
- Територія ради: 61,22 км²
- Населення ради: 1 037 осіб (станом на 2001 рік)

## Населені пункти
Сільській раді підпорядковані населені пункти:
- с. Новогеоргіївка

## Населення
Згідно з переписом 1989 року населення сільської ради становило 1462 особи, з яких 624 чоловіки та 838 жінок.
За переписом населення 2001 року в сільській раді мешкали 1034 особи.

### Мова
Розподіл населення за рідною мовою за даними перепису 2001 року:
| Мова       | Відсоток |
| ---------- | -------- |
| українська | 96,62 %  |
| російська  | 1,74 %   |
| молдовська | 1,35 %   |
| білоруська | 0,1 %    |

## Склад ради
Рада складається з 12 депутатів та голови.
- Голова ради:
- Секретар ради: Гончарук Тетяна Іванівна

### Керівний склад попередніх скликань
| Прізвище, ім'я, по батькові | Основні відомості                                                         | Дата обрання | Дата звільнення |
| --------------------------- | ------------------------------------------------------------------------- | ------------ | --------------- |
| Кучерявий Микола Іванович   | Сільський голова, 1954 року народження, освіта вища, член Народної партії | 26.03.2006   | 31.10.2010      |
| Кучерявий Микола Іванович   | Сільський голова, 1954 року народження, освіта вища, член Партії регіонів | 31.10.2010   | 24.04.2015      |

Примітка: таблиця складена за даними сайту Верховної Ради України

### Депутати
За результатами місцевих виборів 2010 року депутатами ради стали:

#### За суб'єктами висування
| Суб'єкт висування                                       | Кількість обраних депутатів | %    |
| ------------------------------------------------------- | --------------------------- | ---- |
| Самовисування                                           | 7                           | 58,3 |
| Політична партія Всеукраїнське об'єднання «Батьківщина» | 5                           | 41,7 |

#### За округами
| № округу                                                | Прізвище, ім'я, по батькові      | Дата визнання обраним | Освіта             | Партійна приналежність | Відомості про обраного депутата                 |
| ------------------------------------------------------- | -------------------------------- | --------------------- | ------------------ | ---------------------- | ----------------------------------------------- |
| Політична партія Всеукраїнське об'єднання «Батьківщина» |                                  |                       |                    |                        |                                                 |
| 1                                                       | Копач Олександр Власович         | 03.11.2010            | вища               | позапартійний          | пенсіонер                                       |
| 4                                                       | Бороданенко Ганна Валеріївна     | 03.11.2010            | середня            | позапартійна           | тимчасово не працює                             |
| 7                                                       | Сулими Налатя Василівна          | 03.11.2010            | середня спеціальна | позапартійна           | сільський будинок культури, директор            |
| 11                                                      | Слободенюк Ксенія Іванівна       | 03.11.2010            | вища               | позапартійна           | загальноосвітня школа І-ІІІ ст., вчитель        |
| 12                                                      | Білокаменська Наталя Дмитрівна   | 03.11.2010            | середня спеціальна | позапартійна           | пенсіонер                                       |
| Самовисування                                           |                                  |                       |                    |                        |                                                 |
| 2                                                       | Іващук Олександр Володимирович   | 03.11.2010            | середня спеціальна | позапартійний          | фельдшерський пункт с. Новогеоргіївка, фельдшер |
| 3                                                       | Панасюк Анатолій Іванович        | 03.11.2010            | середня спеціальна | позапартійний          | пенсіонер                                       |
| 5                                                       | Слободін Володимир Іванович      | 03.11.2010            | вища               | позапартійний          | тимчасово не працює                             |
| 6                                                       | Гончарук Володимир Костянтинович | 10.01.2011            | середня            | позапартійний          | тимчасово не працює                             |
| 8                                                       | Гончарук Тетяна Іванівна         | 03.11.2010            | середня спеціальна | позапартійна           | сільська рада, секретар                         |
| 9                                                       | Марковський Валерій Павлович     | 03.11.2010            | середня спеціальна | позапартійний          | пенсіонер                                       |
| 10                                                      | Медюк Микола Миколайович         | 03.11.2010            | середня спеціальна | позапартійний          | тимчасово не працює                             |